# Yonkers
Yonkers je město ležící na východě státu New York ve Spojených státech amerických. Má 195 976 obyvatel (sčítání lidu z 2010) a je tak čtvrtým nejlidnatějším městem státu New York. Hraničí s newyorskou čtvrtí Bronx a je vzdálen pouze 3 km od Manhattanu. Dvě muzea, Hudson River Museum a muzeum vědy Science Barge, spolu s několika nákupními centry přispívají ke koloritu města.

## Jméno
Tato oblast byla udělena Adriaenu van der Donckovi, patronovi Colendoncku, v červenci 1645. Van der Donck byl místně známý jako Jonkheer ('mladý gentleman'), což je čestný titul odvozený z nizozemského jonk ('mladý') a heer ('pán'). Název, jehož význam se dá přirovnat k českému „panoš“, je jazykově srovnatelný s německým Junker. Jonkheer byl zkrácen na Jonker (přivlastňovací forma Jonkers), od kterého pochází jméno Yonkers.

## Dějiny
Území města bylo původně osídleno Holanďany v roce 1645. Prvních 200 let své existence to bylo farmářské městečko se začínající průmyslovou zónou při pobřeží. V roce 1853 byla postavena továrna na výrobu výtahů, Otis Elevator Company, jako první taková továrna ve světě. Později přibyly také továrny na výrobu automobilových součástek a koberců. Levnější zahraniční konkurence způsobila uzavření většiny továren kolem poloviny 20. století. Město se ale pak stalo žádanou lokalitou bydlení pro Newyorčany, kteří nechtějí bydlet na venkově, ale v klidné části města poblíž centra New Yorku.

## Slavní rodáci
- Winnaretta Singerová (1865–1943), dědička firmy Singer, mecenáška umění a filantropka[2]
- John Howard Northrop (1891–1987), americký biochemik, nositel Nobelovy ceny za chemii za rok 1946[3]
- Daniel Carleton Gajdusek (1923–2008), americký lékař a virolog, nositel Nobelovy ceny za fyziologii nebo lékařství za rok 1976[4]
- Jon Voight (* 1938), americký herec, držitel Oscara[5]
- Chip Taylor (* 1940), americký zpěvák a hudebník[6]
- Paul Teutul Sr. (* 1949), zakladatel Orange County Choppers, firmy na výrobu chopperů[7]
- James Comey (* 1960), americký právník, bývalý ředitel FBI[8]
- Antony Blinken (* 1962), americký právník, politik, od roku 2021 úřadující ministr zahraničí USA[9]
- Adam Rodriguez (* 1975), americký herec[10]
- James Blake (* 1979), bývalý profesionální americký tenista[11]